# Carlos Saura
Carlos Saura Atares (Huesca, 4 de janeiro de 1932 – Madrid, 10 de fevereiro de 2023) foi um cineasta e roteirista espanhol.

## Biografia
Nasceu em Huesca, quatro anos da Guerra Civil espanhola. Passa os primeiros anos em Madrid, na II República.
Filho de Antonio Saura Pacheco, funcionário da Fazenda como técnico de impostos. Publicou mais de 40 livros nessa área. A sua mãe era pianista, e o seu irmão pintor.
Começou como como fotógrafo, em 1951 numa exposição em Madrid. Em 1952 frequentou a Escola de Cinema e em 1959, fez o seu primeiro filme, chamada Los golfos.

## Morte
Saura morreu de insuficiência respiratória em Madrid em 10 de fevereiro de 2023 aos 91 anos.

## Filmografia
- 1956 - La tarde del domingo - Curta
- 1958 - Cuenca
- 1959 - Los golfos
- 1963 - Llanto por un bandido
- 1965 - La caza; Urso de Prata de Melhor Realizador no Festival de Berlim
- 1967 - Peppermint frappé; Urso de Prata no Festival de Berlim
- 1968 - Stress es tres, tres
- 1969 - La madriguera
- 1970 - El jardín de las delicias
- 1972 - Ana y los lobos
- 1973 - La prima Angélica; Prémio Especial do Juri no Festival de Cannes
- 1975 - Cría cuervos; Prémio Especial do Juri no Festival de Cannes
- 1977 - Elisa, vida mía; Prémio de Interpretação a Fernando Rey no Festival de Cannes
- 1978 - Los ojos vendados; nomeado à Palma de Ouro no Festival de Cannes
- 1979 - Mamá cumple cien años; nomeado ao Oscar de Melhor Filme Estrangeiro
- 1980 - Deprisa, deprisa; Urso de Ouro no Festival de Berlim
- 1981 - Bodas de sangre
- 1981 - Dulces horas
- 1982 - Antonieta
- 1983 - Carmen; nomeado ao Oscar de Melhor Filme Estrangeiro e Prémio do Jurado no Festival de Cannes.
- 1984 - Los zancos
- 1986 - El amor brujo
- 1988 - El Dorado
- 1988 - La noche oscura
- 1990 - ¡Ay, Carmela!; vencedor de 13 Prémios Goya
- 1991 - Sevillanas
- 1992 - Maratón
- 1993 - ¡Dispara!
- 1995 - Flamenco
- 1996 - Taxi
- 1998 - Pajarico
- 1998 - Tango; nomeado ao  e Prémio da Fotografia no Festival de Cannes
- 1999 - Goya en Burdeos; galardoado com cinco Prémios Goya
- 2001 - Buñuel y la mesa del rey Salomón
- 2003 - Salomé; Prémio de Valor Artístico no Festival de Montreal
- 2004 - El séptimo día
- 2005 - Iberia; Prémio Goya para a melhor fotografia para José Luis López-Linares
- 2007 - Fados; Prémio Goya para a melhor canção original para Carlos do Carmo